# Watkins (gebergte)
De Watkins is een gebergte in het oosten van Groenland. De bergen zijn voor een groot deel bedekt met dikke sneeuw- en ijslagen. De hoogste berg is de Gunnbjørn Fjeld, met een hoogte van 3649 meter. De Watkins is geschikt voor ervaren bergbeklimmers. In 1935 werd de top van de Gunnbjørn Fjeld voor het eerst bereikt.